# Jau-Dignac-et-Loirac
Jau-Dignac-et-Loirac är en kommun i departementet Gironde i regionen Nouvelle-Aquitaine i sydvästra Frankrike. Kommunen ligger i kantonen Saint-Vivien-de-Médoc som tillhör arrondissementet Lesparre-Médoc. År 2022 hade Jau-Dignac-et-Loirac 982 invånare.

## Befolkningsutveckling
Antalet invånare i kommunen Jau-Dignac-et-Loirac
Referens:INSEE